# Kopfgeldhamster
Kopfgeldhamster (Originaltitel: Bounty Hamster) ist eine britisch-neuseeländische Zeichentrickserie, die zwischen 2001 und 2002 produziert wurde.

## Handlung
Cassie, ein 13-jähriges Mädchen, lebt nach einem Piratenangriff auf das Raumschiff ihres Vaters allein im Weltraum. Um ihren Vater wiederzufinden, heuert sie einen Kopfgeldjäger an, der ein Hamster ist. Mit ihm zusammen muss sie viele Abenteurer bestehen.

## Produktion und Veröffentlichung
Die Serie wurden zwischen 2001 und 2002 in Großbritannien produziert. 
Regie führte Graham Ralph. Das Drehbuch schrieben Dan Chambers, Roger Drew, David Freedman, Alan Gilbey, Mark Huckerby, Nick Ostler und Olly Smith. Die Produktion übernahmen Peafur Productions, Silver Fox Films, Winchester Films und Slightly Off Beat Productions.
Erstmals ausgestrahlt wurde die Serie am 9. Januar 2003 auf ITV. Die deutsche Erstausstrahlung fand am 19. März 2004 auf KIKA statt.

## Episodenliste
| Nr. | deutscher Titel                  | englischer Titel                   | deutsche Erstausstrahlung | englische Erstausstrahlung |
| 1   | Jäger des verlorenen Vaters      | Night Of The Hunters               | 19. März 2004             | 9. Januar 2003             |
| 2   | Es grünt so grün                 | Somewhere That’s Green             | 22. März 2004             | 16. Januar 2003            |
| 3   | Kinn-Attacke                     | Chin Raiders                       | 23. März 2004             | 23. Januar 2003            |
| 4   | Auf den Hund gekommen            | Dog Day                            | 24. März 2004             | 30. Januar 2003            |
| 5   | Wüstenrallye                     | Just Deserts                       | 25. März 2004             | 6. Februar 2003            |
| 6   | Körpertausch                     | Trading Spaces                     | 26. März 2004             | 13. Februar 2003           |
| 7   | Aufstand der Hasenfüße           | The Good, The Bad And The Adorable | 29. März 2004             | 20. Februar 2003           |
| 8   | Der einsame Planet               | Lonely Planet                      | 30. März 2004             | 27. Februar 2003           |
| 9   | Stadt ohne Erinnerung            | Forget Me Knot                     | 31. März 2004             | 6. März 2003               |
| 10  | Elternfreud und Elternleid       | Bringing Up Baby                   | 1. April 2004             | 13. März 2003              |
| 11  | Cassie und die sieben Hamster    | Off To Work                        | 2. April 2004             | 20. März 2003              |
| 12  | Free Lenny!                      | Free Lenny                         | 5. April 2004             | 27. März 2003              |
| 13  | Ein Bombenurlaub                 | Save The Whale                     | 6. April 2004             | 3. April 2003              |
| 14  | Der Wunschplanet                 | Wish You Were Here                 | 7. April 2004             | 10. April 2003             |
| 15  | Schiffbruch                      | Beached                            | 8. April 2004             | 17. April 2003             |
| 16  | Zum Anbeißen schön               | Fashion Victim                     | 13. April 2004            | 24. April 2003             |
| 17  | Eiszeit                          | Frozen Stiffed                     | 14. April 2004            | 1. Mai 2003                |
| 18  | Meuterei auf der Megalopolos     | Mutiny On The Bounty Hamster       | 15. April 2004            | 8. Mai 2003                |
| 19  | Der Detektiv und das Mädchen     | Screaming Blue Murder!             | 16. April 2004            | 15. Mai 2003               |
| 20  | Im Land der verlorenen Dinge     | The Lost World                     | 19. April 2004            | 22. Mai 2003               |
| 21  | Das Tribunal                     | A.I. (Artificial Idiocy)           | 20. April 2004            | 3. Juli 2003               |
| 22  | Der Planet der Laffen            | Planet Of The Japes                | 21. April 2004            | 29. Mai 2003               |
| 23  | Der doppelte Hamster             | Twin Cheeks                        | 22. April 2004            | 6. Juni 2003               |
| 24  | Kapitän Behab und der weiße Wurm | Gone Fishin’                       | 23. April 2004            | 20. Juni 2003              |
| 25  | Die Insel der Ungeheuer          | Monster Island                     | 26. April 2004            | 13. Juni 2003              |
| 26  | Alles nur geträumt?              | School’s Out                       | 27. April 2004            | 27. Juni 2003              |